# Old Ideas
| 전문가 평가                | 전문가 평가 |
| 총 점수                    | 총 점수     |
| 출처                       | 점수        |
| -------------------------- | ----------- |
| AnyDecentMusic?            | 8.0/10      |
| 메타크리틱                 | 85/100      |
| 평가 점수                  |             |
| 출처                       | 점수        |
| AllMusic                   | [ 3 ]       |
| The A.V. Club              | A−          |
| The Daily Telegraph        | [ 5 ]       |
| Entertainment Weekly       | A−          |
| The Guardian               | [ 7 ]       |
| The Independent            | [ 8 ]       |
| MSN Music (Expert Witness) | A−          |
| Pitchfork                  | 7.4/10      |
| Rolling Stone              | [ 11 ]      |
| Spin                       | 8/10        |

《Old Ideas》는 2012년 1월 31일에 발매된 캐나다의 싱어송라이터 레너드 코언의 열두 번째 스튜디오 음반이다. 이 음반은 미국에서 코언의 첫 음반 발매 44년 만에 빌보드 200에서 3위에 오른 가장 높은 차트 기록이다. 이 음반은 핀란드를 포함한 11개국의 차트에서 1위를 차지했는데, 핀란드는 77세의 나이로 음반 데뷔 주 동안 최고령 차트 1위에 올랐다. 이 음반은 일부 국가에서는 2012년 1월 27일에 발매되었고 미국에서는 2012년 1월 31일에 발매되었다. 발매 전인 1월 22일에 NPR과 《가디언》에 의해 1월 23일에 온라인으로 스트리밍되었다.

## 배경
2000년대 후반의 코언의 국제 콘서트 투어는 그의 전 매니저가 평생 모은 돈을 가지고 달아났다는 사실에 자극을 받았다. 2009년 그들의 결말에서, 코언은 계속 일하기로 결심했고 그의 열두 번째 스튜디오 음반을 만들기 시작했다. 코언의 팬들은 1979년과 1988년 사이에 3장의 음반을 발매하는 등 음반 사이의 긴 간격에 익숙해졌지만, 전기 작가 실비 시몬스가 2012년 《모조》 표지 스토리에서 관찰한 바와 같이, 코언의 투어는 그에게 활력을 불어넣어 주는 것으로 보였다. "그의 전 매니저가 은퇴할 것이 없이 스스로 저축을 한 후, 15년 동안 투어를 하지 않았던 70대 레너드는 매일 밤 3시간 동안 공연을 하며 음악 역사상 가장 주목할 만하고 주목할 만한 투어를 시작했습니다. 그리고 그게 끝나면요... 집에 와서 발을 딛는 대신, 그는 곧바로 새 음반 작업에 들어갔고, 더 놀라운 것은, 12개월도 채 안 되어 음반을 완성했다는 것입니다."

## 곡 목록
모든 곡들은 특별한 언급이 없는 한 레너드 코언에 의해 작사/작곡하였다.
| #   | 제목                  | 작사·작곡           | 재생 시간 |
| --- | --------------------- | ------------------- | --------- |
| 1.  | 〈Going Home〉        | 코언, 패트릭 레너드 | 3:51      |
| 2.  | 〈Amen〉              |                     | 7:36      |
| 3.  | 〈Show Me the Place〉 | 코언, 레너드        | 4:09      |
| 4.  | 〈The Darkness〉      |                     | 4:30      |
| 5.  | 〈Anyhow〉            | 코언, 레너드        | 3:09      |
| 6.  | 〈Crazy to Love You〉 | 코언, 안쟈니 토머스 | 3:06      |
| 7.  | 〈Come Healing〉      | 코언, 레너드        | 2:53      |
| 8.  | 〈Banjo〉             |                     | 3:23      |
| 9.  | 〈Lullaby〉           |                     | 4:46      |
| 10. | 〈Different Sides〉   |                     | 4:06      |

## 인증
| 국가                                                                                         | 인증        | 판매량/출하량 |
| -------------------------------------------------------------------------------------------- | ----------- | ------------- |
| 오스트리아 (IFPI 오스트리아)                                                                 | 골드        | 10,000*       |
| 벨기에 (BEA)                                                                                 | 골드        | 15,000*       |
| 캐나다 (뮤직 캐나다)                                                                         | 플래티넘    | 132,000       |
| 핀란드 (Musiikkituottajat)                                                                   | 골드        | 16,895        |
| 프랑스 (SNEP)                                                                                | 골드        | 50,000*       |
| 독일 (BVMI)                                                                                  | 골드        | 100,000       |
| 아일랜드 (IRMA)                                                                              | 플래티넘    | 15,000^       |
| 뉴질랜드 (RMNZ)                                                                              | 골드        | 7,500^        |
| 폴란드 (ZPAV)                                                                                | 2× 플래티넘 | 40,000*       |
| 스웨덴 (GLF)                                                                                 | 골드        | 20,000        |
| 스위스 (IFPI 스위스)                                                                         | 골드        | 15,000^       |
| 영국 (BPI)                                                                                   | 골드        | 100,000^      |
| 미국                                                                                         | —           | 41,000        |
| *판매량을 기반으로 한 인증 · ^출하량을 기반으로 한 인증 · 판매량+스트리밍을 기반으로 한 인증 |             |               |